# São Paulo E-Prix
Der São Paulo E-Prix ist ein Automobilrennen der FIA-Formel-E-Weltmeisterschaft in São Paulo, Brasilien. Er wurde erstmals 2023 ausgetragen. São Paulo wurde die 28. Stadt, in der ein Formel-E-Rennen stattfindet.

## Geschichte

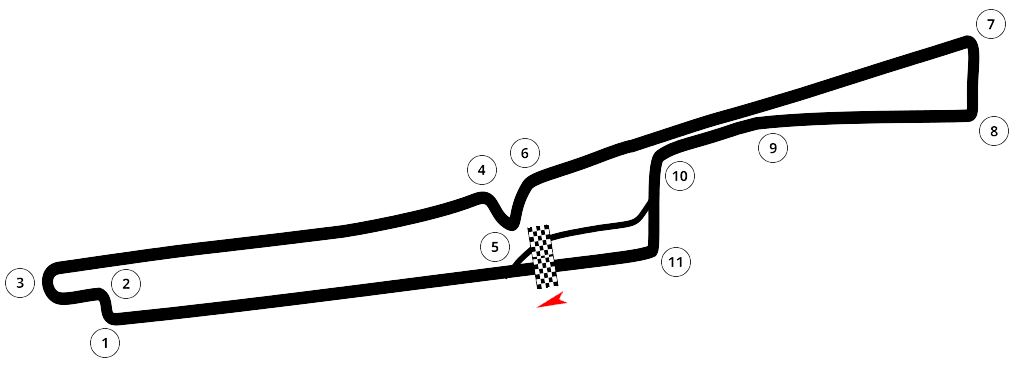
Die Formel-E-Rennstrecke in São Paulo

Bereits in den Jahren 2014, 2018 und 2019 plante die FIA-Formel-E-Meisterschaft, ein Rennen in Brasilien durchzuführen. In ihrer Debütsaison wollte die Serie zunächst in Rio de Janeiro fahren, später entwarf unter anderem Lucas di Grassi Pläne für ein Rennen in São Paulo. Dort mussten Überlegungen für einen E-Prix zwischenzeitlich jedoch verworfen werden, nachdem Verzögerungen bei der Privatisierung des vorgesehenen Austragungsorts, dem Anhembi-Gelände, auftraten.
Hier befindet sich auch die für das Rennen aufgebaute Strecke. Unter anderem fahren die Piloten durch das Anhembi Sambadrom, das Teil des gleichnamigen Messegeländes und des Karnevals in São Paulo ist. Beim Kurs handelt es sich um eine abgewandelte Variante der ehemaligen IndyCar-Series-Strecke.

Das erste Rennen auf dem Kurs am 25. März 2023 gewann der Neuseeländer Mitch Evans.

## Ergebnisse
| Auflage | Saison  | Strecke                  | Sieger                                 | Zweiter                                                   | Dritter                                      | Pole-Position                                      | Schnellste Runde                |
| ------- | ------- | ------------------------ | -------------------------------------- | --------------------------------------------------------- | -------------------------------------------- | -------------------------------------------------- | ------------------------------- |
| 1       | 2022/23 | São Paulo Street Circuit | Mitch Evans (Jaguar TCS Racing)        | Nick Cassidy (Envision Racing)                            | Sam Bird (Jaguar TCS Racing)                 | Stoffel Vandoorne (DS Penske)                      | Sam Bird (Jaguar TCS Racing)    |
| 2       | 2023/24 | São Paulo Street Circuit | Sam Bird (Neom McLaren Formula E Team) | Mitch Evans (Jaguar TCS Racing)                           | Oliver Rowland (Nissan Formula E Team)       | Pascal Wehrlein (TAG Heuer Porsche Formula E Team) | Nyck de Vries (Mahindra Racing) |
| 3       | 2024/25 | São Paulo Street Circuit | Mitch Evans (Jaguar TCS Racing)        | António Félix da Costa (TAG Heuer Porsche Formula E Team) | Taylor Barnard (Neom McLaren Formula E Team) | Pascal Wehrlein (TAG Heuer Porsche Formula E Team) | David Beckmann (Cupra Kiro)     |